# Райгородское сельское поселение
Райгородское сельское поселение — сельское поселение в Светлоярском районе Волгоградской области. 
Административный центр — село Райгород.

## История
Правопредшественник Райгородского сельского поселения — Райгородский сельский совет — был образован в 1918 году.

## Население
| 2010  | 2012  | 2013  | 2014  | 2015  | 2016  | 2017  |
| ----- | ----- | ----- | ----- | ----- | ----- | ----- |
| 2933  | ↘2928 | ↘2896 | ↘2854 | ↘2819 | ↘2808 | ↘2763 |
| 2018  | 2019  | 2020  | 2021  |       |       |       |
| ↘2756 | ↘2747 | ↘2734 | ↘2692 |       |       |       |

## Состав сельского поселения
| № | Населённый пункт | Тип населённого пункта       | Население |
| - | ---------------- | ---------------------------- | --------- |
| 1 | Райгород         | село, административный центр | ↗2848     |
| 2 | Трудолюбие       | село                         | 85        |

## Транспорт
Территорию поселения пересекает федеральная автодорога Р22 «Каспий».